# Dorothy Loudon
Dorothy Loudon (17 de septiembre de 1933 - 15 de noviembre de 2003) fue una actriz estadounidense notable por su capacidad para la comedia y por su voz, interpretando comedias musicales y canciones de los Felices Años Veinte.

## Biografía

### Inicios y carrera
Nació en Boston, y se crio en Indianápolis y en Claremont (Nuevo Hampshire). Empezó a cantar de niña, y estudió teatro en la Universidad de Syracuse. Posteriormente estudió en la American Academy of Dramatic Arts de Nueva York. Empezó a cantar en clubes nocturnos, mezclando el canto con la comedia. Intervino en televisión en los programas The Perry Como Show y The Ed Sullivan Show.
Debutó en el teatro en 1962 con The World of Jules Feiffer, una obra de Jules Feiffer dirigida por Mike Nichols, con música de Stephen Sondheim. Su primera obra en Broadway fue Nowhere to Go But Up, la cual se mantuvo en cartel solamente dos semanas, aunque ganó buenas críticas. Actuó en una serie de obras comercialmente fallidas: The Fig Leaves Are Falling tuvo cuatro representaciones, aunque la crítica fue positiva para ella y le supuso una nominación en 1969 a los Premios Tony; otro fracaso comercial fue el musical de 1971 Lolita, My Love.

### Fama en Broadway
Su papel más recordado fue el de Miss Hannigan en Annie, por el cual ganó el Tony a la mejor actriz en un musical en 1977.
Poco después de la muerte de su esposo, en 1979, interpretó a una viuda en Ballroom. Su interpretación de la canción "Fifty Percent" en Ballroom durante la ceremonia de entrega de los Tony de ese año fue una de las más destacadas. También intervino en la 38.ª ceremonia de entrega de los Tony en 1984 y en la de 1993
Fue Mrs. Lovett en el musical de Stephen Sondheim Sweeney Todd, reemplazando a Angela Lansbury.
Trabajó junto a Katharine Hepburn y Julia Barr en la obra de Broadway The West Side Waltz en 1981.
En 1982 ganó el Premio Sarah Siddons por su trabajo en el teatro de Chicago. Otro de sus éxitos fue la revista de Jerry Herman Jerry's Girls.
Su actuación no-musical en 1983 en Noises Off recibió críticas muy favorables) pero el papel fue interpretado en el cine por Carol Burnett.

### Televisión y cine
Loudon protagonizó su propia serie de televisión, Dorothy, en 1979. Interpretaba a una antigua artista enseñando música y teatro. La serie solamente se emitió una temporada. Actuó en dos películas, Garbo Talks (con Anne Bancroft) y Medianoche en el jardín del bien y del mal.

### Vida personal
Se casó con Norman Paris, un compositor que arregló la música del programa de televisión Evening Primrose, y que escribió el tema sonoro del concurso I've Got a Secret.  Permanecieron casados hasta la muerte de él en 1977. Loudon falleció en Nueva York a causa de un cáncer a los 70 años, y fue enterrada en el cementerio Kensico en Valhalla, Westchester (Nueva York).

## Interpretaciones

### Teatro
- The World of Jules Feiffer - 1962
- Nowhere to Go But Up - 1962
- Noël Coward's Sweet Potato - 1968
- The Fig Leaves Are Falling - 1969
- Three Men on a Horse - 1969
- Lolita - 1971
- The Women - 1973
- Annie - 1977
- Ballroom - 1979
- Sweeney Todd - 1980
- The West Side Waltz - 1981
- Noises Off - 1983
- Jerry's Girls - 1985
- Comedy Tonight - 1994
- Dinner at Eight - 2002

### Televisión
- It's a Business - 1952
- The Garry Moore Show – actuaciones regulares 1962-1964
- Dorothy - 1979
- Magnum P.I.: Novel Connection - 1986
- Murder, She Wrote: Magnum On Ice - 1986

### Cine
- Garbo Talks - 1984
- My Favorite Broadway: Leading Ladies - 1996
- Medianoche en el jardín del bien y del mal - 1997